# Eiskunstlauf-Weltmeisterschaften 1991
Die 81. Eiskunstlauf-Weltmeisterschaften fanden vom 12. bis 17. März 1991 in der Olympiahalle von München (Deutschland) statt.

## Ergebnis

### Herren
| Platz              | Sportler                 | Land                   |
| ------------------ | ------------------------ | ---------------------- |
| 1                  | Kurt Browning            | Kanada                 |
| 2                  | Wiktor Petrenko          | Sowjetunion            |
| 3                  | Todd Eldredge            | Vereinigte Staaten     |
| 4                  | Petr Barna               | Tschechoslowakei       |
| 5                  | Christopher Bowman       | Vereinigte Staaten     |
| 6                  | Elvis Stojko             | Kanada                 |
| 7                  | Michael Slipchuk         | Kanada                 |
| 8                  | Alexei Urmanow           | Sowjetunion            |
| 9                  | Éric Millot              | Frankreich             |
| 10                 | Masakazu Kagiyama        | Japan                  |
| 11                 | Paul Wylie               | Vereinigte Staaten     |
| 12                 | Oula Jaaskelainen        | Finnland               |
| 13                 | Oliver Höner             | Schweiz                |
| 14                 | Jung Sung-il             | Südkorea               |
| 15                 | Mirko Eichhorn           | Deutschland            |
| 16                 | Steven Cousins           | Vereinigtes Königreich |
| 17                 | Cameron Medhurst         | Australien             |
| 18                 | Daniel Weiss             | Deutschland            |
| 19                 | Gilberto Viadana         | Italien                |
| 20                 | Ronny Winkler            | Deutschland            |
| Kür nicht erreicht |                          |                        |
| 21                 | Ralf Burghart            | Österreich             |
| 22                 | Wjatscheslaw Sahorodnjuk | Sowjetunion            |
| 23                 | Cornel Gheorghe          | Rumänien               |
| 24                 | Jan Erik Digernes        | Norwegen               |
| 25                 | Henrik Walentin          | Dänemark               |
| 26                 | Péter Kovács             | Ungarn                 |
| 27                 | David Liu                | Chinesisch Taipeh      |
| 28                 | Tomislav Čižmešija       | Jugoslawien            |
| 29                 | Maarten van Mechelen     | Luxemburg              |
| 30                 | Jorge La Farga           | Spanien                |
| 31                 | Nikolai Tonew            | Bulgarien              |
| 32                 | Alexandre Geers          | Belgien                |
| 33                 | Ricardo Olavarrieta      | Mexiko                 |

### Damen
| Platz                       | Sportlerin          | Land                   |
| --------------------------- | ------------------- | ---------------------- |
| 1                           | Kristi Yamaguchi    | Vereinigte Staaten     |
| 2                           | Tonya Harding       | Vereinigte Staaten     |
| 3                           | Nancy Kerrigan      | Vereinigte Staaten     |
| 4                           | Midori Itō          | Japan                  |
| 5                           | Surya Bonaly        | Frankreich             |
| 6                           | Josée Chouinard     | Kanada                 |
| 7                           | Joanne Conway       | Vereinigtes Königreich |
| 8                           | Marina Kielmann     | Deutschland            |
| 9                           | Patricia Neske      | Deutschland            |
| 10                          | Julija Worobjowa    | Sowjetunion            |
| 11                          | Junko Yaginuma      | Japan                  |
| 12                          | Chen Lu             | Volksrepublik China    |
| 13                          | Simone Lang         | Deutschland            |
| 14                          | Mari Asanuma        | Japan                  |
| 15                          | Lenka Kulovaná      | Tschechoslowakei       |
| 16                          | Anisette Torp-Lind  | Dänemark               |
| 17                          | Zuzanna Szwed       | Polen                  |
| 18                          | Lisa Sargeant       | Kanada                 |
| 19                          | Natalja Gorbenko    | Sowjetunion            |
| 20                          | Lily-Lyooniung Lee  | Südkorea               |
| Kurzprogramm nicht erreicht |                     |                        |
| 21                          | Marion Krijgsman    | Niederlande            |
| 22                          | Cathrin Degler      | Deutschland            |
| 23                          | Tamara Téglássy     | Ungarn                 |
| 24                          | Beatrice Gelmini    | Italien                |
| 25                          | Helene Persson      | Schweden               |
| 26                          | Laetitia Hubert     | Frankreich             |
| 27                          | Sabrina Tschudi     | Schweiz                |
| 28                          | Željka Čižmešija    | Jugoslawien            |
| 29                          | Mila Kajas          | Finnland               |
| 30                          | Tamara Heggen       | Australien             |
| 31                          | Marta Andrade       | Spanien                |
| 32                          | Milena Marinowitsch | Bulgarien              |
| 33                          | Anita Thorenfeldt   | Norwegen               |
| 34                          | Isabelle Balhan     | Belgien                |
| 35                          | Christine Czerni    | Österreich             |
| 36                          | Rosanna Blong       | Neuseeland             |
| 37                          | Diana Marcos        | Mexiko                 |

### Paare
| Platz | Sportler                                | Land                   |
| ----- | --------------------------------------- | ---------------------- |
| 1     | Natalja Mischkutjonok / Artur Dmitrijew | Sowjetunion            |
| 2     | Isabelle Brasseur / Lloyd Eisler        | Kanada                 |
| 3     | Natasha Kuchiki / Todd Sand             | Vereinigte Staaten     |
| 4     | Jelena Betschke / Denis Petrow          | Sowjetunion            |
| 5     | Jewgenija Schischkowa / Wadim Naumow    | Sowjetunion            |
| 6     | Radka Kovaříková / René Novotný         | Tschechoslowakei       |
| 7     | Peggy Schwarz / Alexander König         | Deutschland            |
| 8     | Stacey Ball / Jean-Michel Bombardier    | Kanada                 |
| 9     | Calla Urbanski / Rocky Marval           | Vereinigte Staaten     |
| 10    | Jenni Meno / Scott Wendland             | Vereinigte Staaten     |
| 11    | Christine Hough / Doug Ladret           | Kanada                 |
| 12    | Anuschka Gläser / Stefan Pfrengle       | Deutschland            |
| 13    | Cheryl Peake / Andrew Naylor            | Vereinigtes Königreich |
| 14    | Anna Gorecki / Arkadius Gorecki         | Deutschland            |
| 15    | Rena Inoue / Tomoaki Koyama             | Japan                  |
| 16    | Danielle Carr / Stephen Carr            | Australien             |
| 17    | Anna Tabacchi / Massimo Salvadè         | Italien                |
| 18    | Saskia Bourgeois / Guy Bourgeois        | Schweiz                |
| 19    | Katarzyna Głowacka / Krzysztof Korcarz  | Polen                  |

### Eistanz
| Platz              | Sportler                                        | Land                   |
| ------------------ | ----------------------------------------------- | ---------------------- |
| 1                  | Isabelle Duchesnay / Paul Duchesnay             | Frankreich             |
| 2                  | Marina Klimowa / Sergei Ponomarenko             | Sowjetunion            |
| 3                  | Maja Ussowa / Alexander Schulin                 | Sowjetunion            |
| 4                  | Oxana Grischtschuk / Jewgeni Platow             | Sowjetunion            |
| 5                  | Klára Engi / Attila Tóth                        | Ungarn                 |
| 6                  | Stefania Calegari / Pasquale Camerlengo         | Italien                |
| 7                  | Susanna Rahkamo / Petri Kokko                   | Finnland               |
| 8                  | Dominique Yvon / Frédéric Palluel               | Frankreich             |
| 9                  | April Sargent / Russ Witherby                   | Vereinigte Staaten     |
| 10                 | Jacqueline Petr / Mark Janoschak                | Kanada                 |
| 11                 | Elizabeth Punsalan / Jerod Swallow              | Vereinigte Staaten     |
| 12                 | Kateřina Mrázová / Martin Šimeček               | Tschechoslowakei       |
| 13                 | Małgorzata Grajcar / Andrzej Dostatni           | Polen                  |
| 14                 | Isabelle Sarech / Xavier Debernis               | Frankreich             |
| 15                 | Anna Croci / Luca Mantovani                     | Italien                |
| 16                 | Michelle McDonald / Martin Smith                | Kanada                 |
| 17                 | Jennifer Goolsbee / Hendryk Schamberger         | Deutschland            |
| 18                 | Ann Hall / Jason Blomfield                      | Vereinigtes Königreich |
| 19                 | Saskia Stähler / Sven Authorsen                 | Deutschland            |
| 20                 | Diane Gerenscer / Bernard Columberg             | Schweiz                |
| Kür nicht erreicht |                                                 |                        |
| 21                 | Kaoru Takino / Kenji Takino                     | Japan                  |
| 22                 | Daria-Larissa Maritczak / Ihor-Andrij Maritczak | Österreich             |
| 23                 | Monica MacDonald / Duncan Smart                 | Australien             |
| 24                 | Katri Uski / Juha Sasi                          | Finnland               |
| 25                 | Maria Hadjiihska / Hristo Nikolow               | Bulgarien              |
| 26                 | Park Jun-hee / You Jong-hyun                    | Südkorea               |

## Medaillenspiegel
| Platz | Land               | Gold | Silber | Bronze | Gesamt |
| ----- | ------------------ | ---- | ------ | ------ | ------ |
| 1     | Sowjetunion        | 1    | 2      | 1      | 4      |
| 2     | Vereinigte Staaten | 1    | 1      | 3      | 5      |
| 3     | Kanada             | 1    | 1      | –      | 2      |
| 4     | Frankreich         | 1    | –      | –      | 1      |